# Millas
Millas is een gemeente in het Franse departement Pyrénées-Orientales (regio Occitanie). De plaats maakt deel uit van het arrondissement Perpignan. Millas telde op 1 januari 2022 4.325 inwoners.

## Geografie
De oppervlakte van Millas bedroeg op 1 januari 2022 19,12 vierkante kilometer; de bevolkingsdichtheid was toen 226,2 inwoners per km².

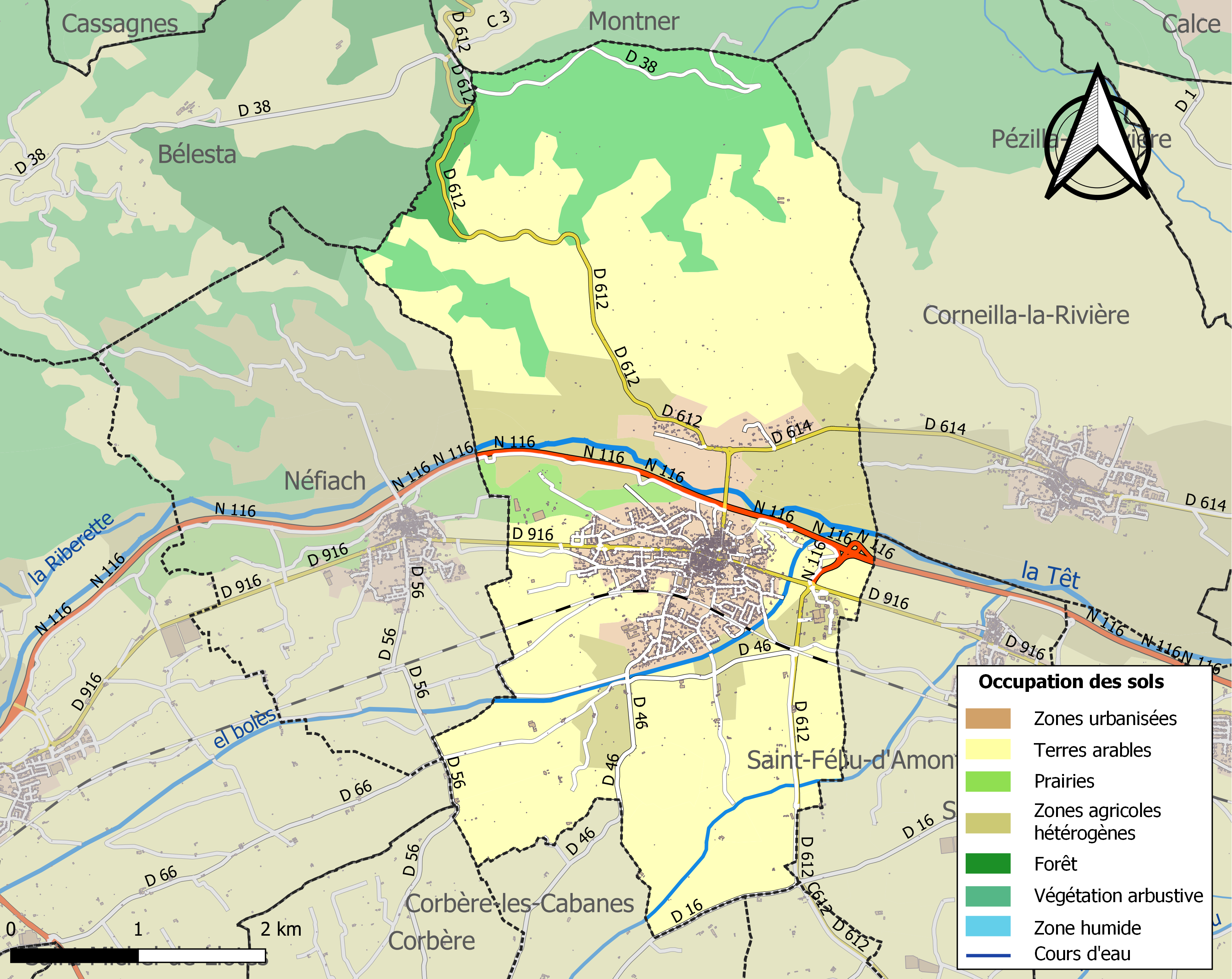
Kaart van de gemeente met de belangrijkste infrastructuur, bodemgebruik en omliggende gemeenten

## Verkeer en vervoer
In de gemeente ligt spoorwegstation Millas.

## Demografie
Onderstaande figuur toont het verloop van het inwonertal (bron: INSEE-tellingen).